# Podhradczky József
Nemes-podhragyi Podhradczky József (Udvard, 1795. január 18. – Buda, 1870. augusztus 14.) udvari kamarai számvevőtiszt, az MTA rendes tagja.

## Élete
A gimnáziumi tanulmányait Nyitrán, Nagyszombatban és Budán végezte, majd az esztergomi főegyházmegye növendékpapja lett és a bölcseletet Nagyszombatban hallgatta. 1813-ban Pannonhalmán felvették a szent Benedek-rendbe. 1814-ben a rendből elbocsátották. 1816-ban a magyar királyi udvari kamarához került. 1819-1832 között a kamara városi osztályán szolgált, ahol alkalma volt a szabad királyi városok történelmével alaposabban megismerkedni és az ide tartozó okleveleket összegyűjteni. A Magyar Tudományos Akadémia 1834-ben levelező tagjává, 1858-ban rendes taggá választotta.

## Művei
- Buda és Pest szabad királyi városoknak volt régi állapotjokról. Pest, 1833
- Szent László királynak és viselt dolgainak históriája. Buda, 1836
- Szlavoniáról mint Magyar Országnak alkotmányos részréről. Buda, 1837
- Chronicon Budense. Kiadta. Buda, 1838
- Néhai Werancsis Antal esztergami érseknek példás élete. Pest, 1857
- Béla király névtelen jegyzőjének idejekora és hitelessége : oklevelek, egykorú és közelkorú kútfők szerint. Buda, 1861